# Ray Telford
Ray Telford (Newcastle upon Tyne, 23 novembre 1946) è un ex calciatore inglese naturalizzato canadese, di ruolo difensore.

## Carriera
Ha partecipato ai Giochi Olimpici nel 1976 rappresentando la Nazionale canadese.